# Ljetzan

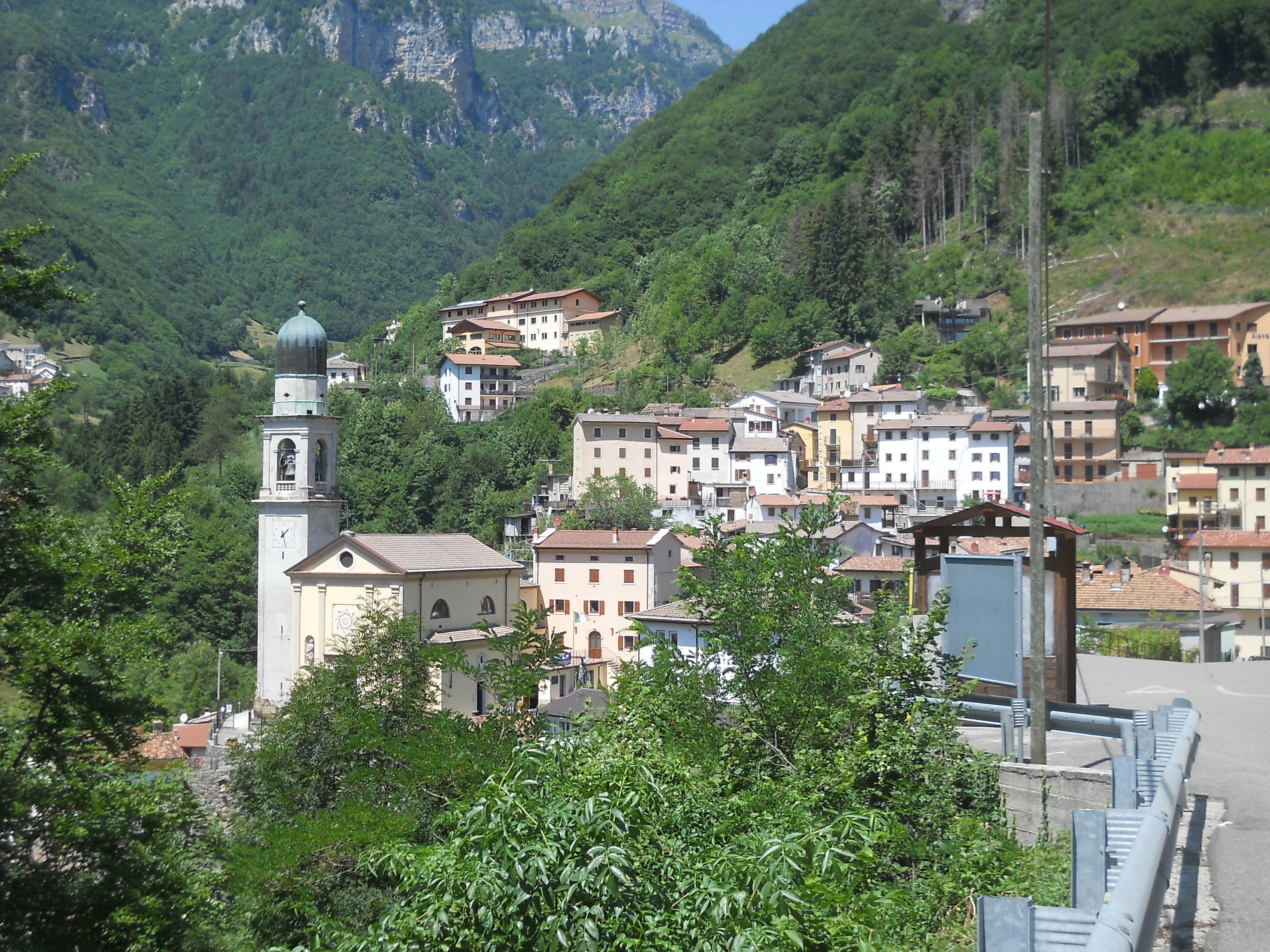
Ljetzan

Ljetzan (amtlich italienisch Giazza; die schriftdeutschen Namen Glätzen und Gliesen werden selten verwendet) ist ein sehr kleiner Ort (113 Einwohner im Jahr 2001) auf 758 m Meereshöhe in der Provinz Verona (Italien). Es handelt sich um den geschrumpften Rest einer ehemals größeren deutschen Sprachinsel in italienischer Umgebung. Die Entfernung zum geschlossenen deutschen Sprachraum (Südgrenze Südtirols) beträgt etwa 60 km Luftlinie, mit Auto mehr als doppelt so weit.

## Lage
Ljetzan (Eigenbezeichnung der Bewohner), Ortsteil der Gemeinde Selva di Progno (Eigenbezeichnung Brunge), liegt im hintersten Illasi-Tal, das vom gleichnamigen Bach durchflossen wird, welcher einige Kilometer östlich von Verona in die Etsch mündet. Weiters ist Ljetzan Teil der sogenannten Dreizehn Gemeinden.

## Geschichte, Sprache
Die Besiedelung durch bairisches Volk geht auf das Jahr 1340 zurück. Dieses kam wahrscheinlich aus den nahe liegenden Sieben Gemeinden, die im 11. oder 12. Jahrhundert n. Chr. von Baiern besiedelt worden waren.
Gemäß einer Untersuchung von 2012 gibt es in Ljetzan noch einige wenige Sprecher, die das Zimbrische vor allem in Erinnerungskontexten verwenden. Dieser Dialekt ist eine bairische Mundart, die sowohl altertümliche als auch innovative Züge aufweist, was beides in der sprachlichen und geographischen Isolation der Sprecher begründet liegt; hinzu treten starke italienische Einflüsse.
Der am nächsten gelegene heute noch deutschsprachige Ort, Lusern, ist nur über Umwege mit Auto erreichbar. Zu Fuß ist er einige Tagesmärsche weit entfernt; beide Orte sind über den Europäischen Fernwanderweg E5 miteinander verbunden.

## Kultur
In Lietzan befindet sich das Ethnografische Museum der Zimbern (Zimbarn). Alljährlich wird am 23. Juni das Feuerfest (italienisch: festa del fuoco, zimbrisch: Waur Lietzan) begangen. Weiters werden das Fest des Hl. Jakobus des Älteren (25. Juli) und Mariä Himmelfahrt (15. August) feierlich begangen.